# Jörg Strehlow
Jörg Strehlow  (* 1970 in Worms) ist ein deutscher Buchautor, Journalist, Profiangler und Angellehrer. Strehlow lebt in Hamburg, seine Firmenadresse liegt im niedersächsischen Bleckede.

## Leben
Strehlow besuchte das Gauß-Gymnasium Worms. Nach dem erfolgreichen Abitur im Jahr 1991 leistete er seinen Wehrdienst in Diez ab. Schon während dieser Zeit betätigte er sich als freier Journalist mit den Schwerpunkten Angeln und Gewässer.
1986 begann Strehlow eigene Angelberichte für den AnglerKurier, das Firmenmagazin des Angelgeräteherstellers Balzer, und die AngelWoche aus dem Jahr-Top-Special-Verlag (damals Jahr-Verlag) in Hamburg zu schreiben. 1992 intensivierte sich die Zusammenarbeit mit dem Hamburger Verlag und Strehlow publizierte seine ersten Fachbeiträge als Angelexperte für die Fachzeitschrift Blinker.
Ab September 1993 volontierte Strehlow beim Blinker und wurde 1995 zum Fachzeitschriften-Redakteur. Mehrere hundert Fachbeiträge und zahlreiche Buchprojekte sind inzwischen von Jörg Strehlow erschienen. Seine exklusive journalistische Bindung an den Blinker endete nach fast 20 Jahren im Januar 2010. Seitdem ist Strehlow als freier Journalist, Berater und Angellehrer in der Branche tätig.
Neben seiner Arbeit beim Angelmagazin war er als Buchautor tätig und schrieb das Buch „Zander angeln“. 2010 erschien die erste Auflage des zweiten Buches „Raubfisch 1 mal 1“. Darüber hinaus arbeitete er beim damaligen Pay-TV-Sender Seasons und als Angelexperte in der Angelsendung Fish 'n Fun auf dem Fernsehsender DMAX.

## Werke (Auswahl)
- Zander angeln. Kosmos 2006 (2. Aufl. 2009), ISBN 978-3-440-11996-9.
- Raubfisch 1 mal 1. Kosmos 2010, ISBN 978-3-440-12093-4.